# Ali Palabıyık
Ali Palabıyık (Ankara, 14 agosto 1981) è un arbitro di calcio turco.